# Hornussen

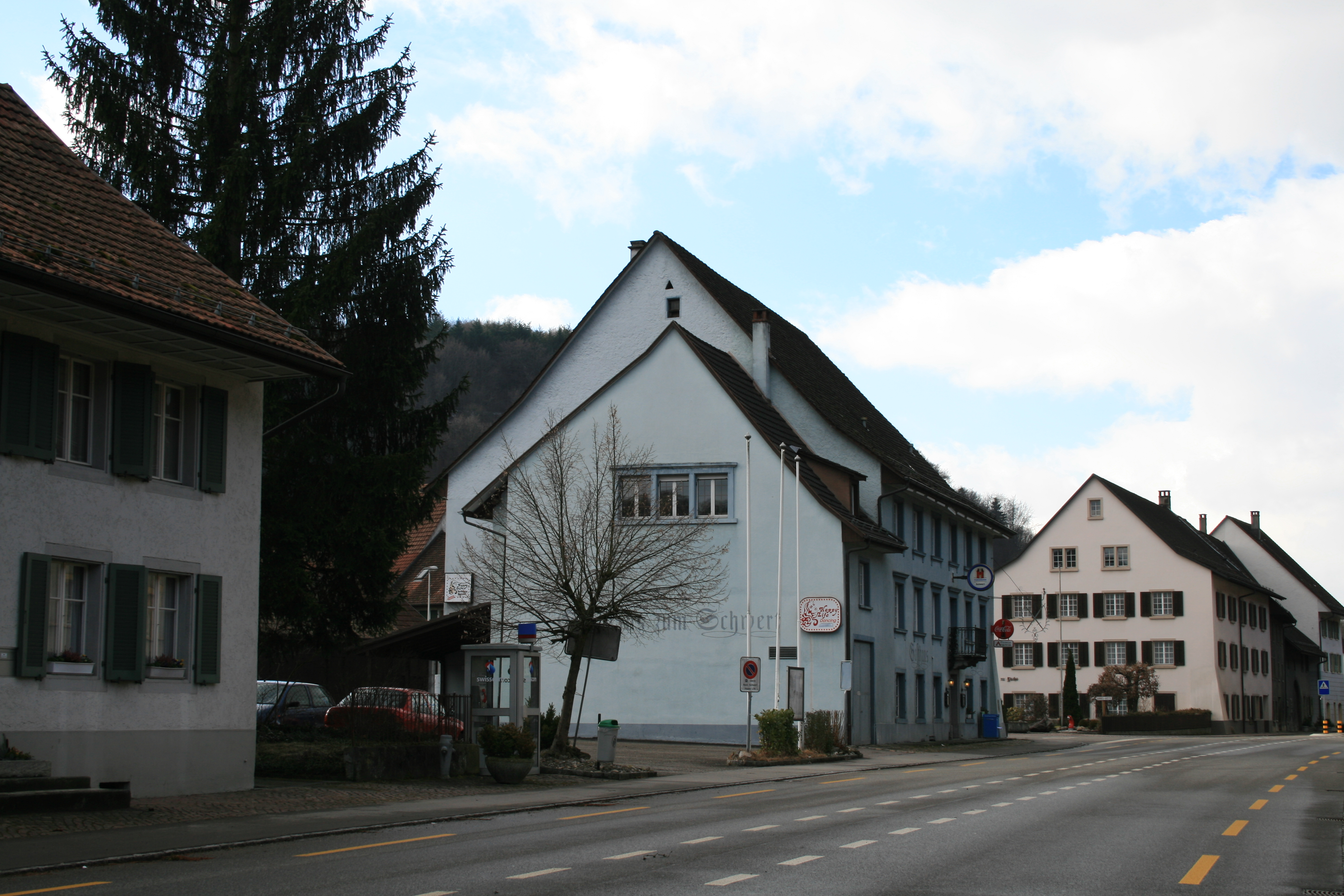
Hornussen

Hornussen is een plaats en voormalige gemeente in het Zwitserse kanton Aargau, en maakt deel uit van het district Laufenburg. Op 1 januari 2022 fuseerde de gemeente met Bözen, Effingen en Elfingen tot de gemeente Böztal.
Hornussen telt 883 inwoners.